# João Barreira
João Barreira nasceu em Portugal ex-agenciado da Ford Models. A viver no Porto, o modelo tem como primeiro papel Hugh Covert num anúncio publicitário que nunca chegou a ser emitido por falta de acordo com a emissora responsável. Em França vai ser um dos rostos Triumph para homens. Vem para Portugal tentar o seu lugar na moda... 